# 博赫尼
49°22′25″N 27°42′24″E / 49.37361°N 27.70667°E
博赫尼（烏克蘭語：Бохни）是位於烏克蘭西部的村莊，由赫梅利尼茨基州裡赫梅利尼茨基區的萊蒂奇夫市鎮負責管轄。該村面積1.69平方公里，海拔高度301米，2001年人口488，人口密度每平方公里289.4人。